# Armoriale dei comuni degli Yvelines
Questa pagina contiene le armi (stemma e blasonatura) dei comuni delle Yvelines.

## A-C
| Stemma | Nome del comune e blasonatura |
|        | Ablis d'azur à la gerbe de blé d'or sommée de deux colombes essorantes affrontées du même, le tout accompagné en chef d'une étoile d'argent (d'azzurro, al covone di grano d'oro cimato da due colombe soranti affrontate dello stesso, il tutto accompagnato in capo da una stella d'argento) |
|        | Achères d'argent à la tête d'ours au naturel emmuselé de gueules et annelé d'or (d'argento alla testa d'orso museruolato di rosso e inanellato d'oro) |
|        | Adainville d'argent aux trois molettes de gueules à huit rais (d'argento, a tre rotelle di sperone a otto punte di rosso) |
|        | Aigremont de sinople aux trois chevrons d'or, à la pomme de même en pointe (di verde, a tre scaglioni d'oro, alla mela dello stesso in punta) |
|        | Les Alluets-le-Roi d'argent à un cerf du même surmonté de deux fleurs de lys d'or (armes à enquerre) (d'argento, a un cervo dello stesso sormontato da due gigli d'oro) |
|        | Andrésy de gueules au drakkar d'or équipé d'argent voguant sur des ondes du même mouvant de la pointe, au chef d'azur chargé de deux crosses adossées issantes aussi d'argent, accostées de deux fleurs de lys d'or (di rosso, al drakkar d'oro fornito d'argento vogante su onde dello stesso moventi dalla punta, al capo d'azzurro caricato da due pastorali uscenti addossati pure d'argento, accostati da due gigli d'oro) |
|        | Aubergenville taillé, au premier parti, en 1 coupé de sable au lévrier d'argent et d'azur à quatre épis de blé d'or, en 2 de gueules aux cinq vergettes d'argent ; au deuxième, parti, en 1 de gueules aux cinq vergettes d'argent et en 2 coupé, d'azur semé de fleurs de lys d'or et de sable à une roue dentée d'argent ; une barre d'argent bordée de sinople brochant sur le tout (partito: nel 1° interzato in fascia, nel I di nero al levriere d'argento, nel II d'azzurro a quattro spighe di grano d'oro, nel III di rosso a cinque verghette d'argento; nel 2° interzato in fascia, nel I di rosso a cinque verghette d'argento, nel II d'azzurro seminato di gigli d'oro, nel III di nero alla ruota dentata d'argento; alla sbarra d'argento bordata di verde attraversante sul tutto) |
|        | Auffreville-Brasseuil d'azur au pont antique d'une arche d'argent, maçonné de sable et enfermant une roue de moulin à aubes du même, posés sur une jumelle ondée aussi d'argent soutenue d'un poisson du même, le pont accompagné en chef, à dextre d'un épi de blé posé en barre, à senestre d'un épi de maïs posé en bande, le tout d'or (d'azzurro, al ponte antico di un arco d'argento, murato di nero e che racchiude una ruota da mulino a pale dello stesso, posto su una gemella ondata pure d'argento sostenuta da un pesce dello stesso, il ponte accompagnato in capo, a destra da una spiga di grano posta in sbarra, a sinistra da una spiga di mais posta in banda, il tutto d'oro)                                                                                                  |
|        | Auteuil parti, au premier d'azur à trois fleurs de lys d'or, au deuxième de gueules à un pied de vigne de sable fruité de trois pièces d'argent et feuillé à l'identique (partito: nel 1° d'azzurro a tre gigli d'oro; nel 2° di rosso, al piede di una pianta di vite di nero fruttata di tre pezzi d'argento e fogliata nello stesso modo) |
|        | Autouillet d'azur à la fasce ondée abaissée d'argent portant la mention AUTOUILLET, accompagnée en chef d'une église et en pointe d'une branche de vigne posée en fasce, fruitée de trois pièces et feuillée à l'identique, le tout d'or (d'azzurro, alla fascia ondata abbassata d'argento con la scritta AUTOUILLET, accompagnata in capo da una chiesa e in punta da un ramo di vite posto in fascia, fruttato di tre pezzi e fogliato nello stesso modo, il tutto d'oro) |
|        | Bailly d'azur aux deux rameaux d'argent mouvants de la pointe feuillées de chêne et de laurier ainsi que trois fleurs de lys d'or (d'azzurro, a due rami d'argento moventi dalla punta, fogliati di quercia e d'alloro, e ai tre gigli d'oro) |
|        | Bazainville d'azur aux trois chevrons d'or, accompagnés en chef de deux fleurs de lis du même, à l'écusson de gueules au lion d'or et à la bordure d'hermine brochant sur le tout (d'azzurro, a tre scaglioni d'oro, accompagnati in capo da due gigli dello stesso, allo scudetto di rosso al leone d'oro e con la bordura d'armellino sul tutto) |
|        | Bennecourt d'azur à la grappe de raisin tigée et feuillée d'or, accostée de deux épis de blé du même, au chef cousu de gueules chargé de trois étoiles aussi d'or (d'azzurro, al grappolo d'uva gambuto e fogliato d'oro, accostato da due spighe di grano dello stesso, al capo cucito di rosso caricato da tre stelle pure d'oro) |
|        | Beynes chapé en tiercé, au premier de sable aux trois fasces d'or dentelées par le bas, au deuxième d'azur au chêne d'or et au troisième de gueules au lion d'argent (inerzato in mantello: nel 1° di nero a tre fasce spinate in basso d'oro, nel 2° d'azzurro alla quercia d'oro; nel 3° di rosso al leone d'argento) |
|        | Boinvilliers d'azur au sautoir d'or accompagné de quatre roses d'argent (d'azzurro, alla croce di Sant'Andrea d'oro accantonata da quattro rose d'argento) |
|        | Bois-d'Arcy d'or à un chevron d'argent à trois fasces de gueules accompagné en pointe d'une flamme du même, au chef d'azur chargé d'un soleil rayonnant du champ (d'oro, allo scaglione d'argento a tre fasce di rosso, accompagnato in punta da una fiamma dello stesso, al capo d'azzurro caricato da un sole raggiante del campo) |
|        | Boissy-sans-Avoir de gueules à la croix fleurdelisée d'argent cantonnée de quatre tiercefeuilles d'or (di rosso, alla croce gigliata d'argento accantonata da quattro trefoglie d'oro) |
|        | Bonnelles de gueules semé de billettes d'argent, au lion du même brochant ; au chef ondé du champ, à trois bandes d'or et soutenu d'argent (di rosso seminato di plinti d'argento, al leone dello stesso attraversante; al capo ondato del campo, a tre bande d'oro e sostenuto d'argento) |
|        | Bonnières-sur-Seine d'azur à la fasce d'or, chargée de trois quintefeuilles de gueules, accompagnée de trois croisettes aussi d'or (d'azzurro, alla fascia d'oro, caricata di tre cinquefoglie di rosso, accompagnata da tre crocette pure d'oro) |
|        | Bouafle d'argent à une grappe tigée d'or accompagnée de cinq quintefeuilles de sinople, au chef d'azur chargé d'un écu de sable à trois besants d'argent posés 2 et 1 accompagné de deux fleurs de lis d'or (d'argento, al grappolo di vite gambuto d'oro accompagnato da cinque cinquefoglie di verde, al capo d'azzurro caricato da uno scudetto di nero a tre bisanti d'argento, accompagnato da due gigli d'oro) |
|        | Bougival de gueules à un prunier terrassé d'argent fruité d'or, au chef du même chargé d'un croissant de sable (di rosso, a un susino terrazzato d'argento, fruttato d'oro, al capo dello stesso caricato da un crescente di nero) |
|        | Bourdonné de gueules à trois fasces d'or, au chef de France ancien (di rosso, a tre fasce d'oro, al capo di Francia antica) |
|        | Bréval écartelé, au premier d'azur à cinq croisettes d'or, au deuxième de sinople à trois croissants entrelacés d'or accompagnés de trois fleurs de lis du même posées 1 et 2, au troisième d'argent à deux pals de sable, au quatrième d'or à la croix de gueules cantonnée de quatre alérions d'azur (inquartato:nel 1° d'azzurro, a cinque crocette d'oro; nel 2° di verde, a tre crescenti intrecciati d'oro accompagnati da tre gigli dello stesso posti 1 e 2; nel 3° d'argento a due pali di nero; nel 4° d'oro, alla croce di rosso accantonata da quattro alerioni d'azzurro) |
|        | Buc écartelé, au premier d'azur à une hélice posée en bande accompagnée à senestre d'une fleur de lys et à dextre d'un fer à cheval, le tout d'or, au deuxième de gueules à la quintefeuille de sinople, au troisième de gueules à l'aqueduc à 4 arches d'argent maçonnées de sable et au quatrième d'argent à 3 fasces ondées d'azur (inquartato: nel 1° d'azzurro, a un'elica posta in banda accompagnata a sinistra da un giglio e a destra da un ferro di cavallo, il tutto d'oro; nel 2° di rosso alla quintafoglia di verde; nel 3° di rosso, all'acquedotto a 4 archi d'argento murato di nero; nel 4° d'argento, a tre fasce ondate d'azzurro) |
|        | Buchelay coupé, au premier d'or à deux fasces de gueules, au second tranché de sinople et d'or,au premier à la gerbe de blé, au second à un rang de ceps de l'un dans l'autre, et à une bande d'or brochant sur le tranché (troncato: nel 1° d'oro a due fasce di rosso; nel 2° trinciato di verde e d'oro, nel I al covone di grano, nel II a una serie di ceppi dell'uo nell'altro, ed alla banda d'oro attraversante sul trinciato) |
|        | Bullion d'azur aux trois fasces ondées abaissées d'argent, au lion d'or issant de la première fasce (d'azzurro, a tre fasce ondate abbassate d'argento, al leone d'oro uscente dalla prima fascia) |
|        | Carrières-sous-Poissy de gueules au fer à cheval accompagné à dextre d'une masse, à senestre d'un pic de carrier, en pointe d'un épi de blé, le tout d'or, au chef ondé cousu d'azur, chargé d'une losange d'argent surchargée d'une moucheture d'hermine de sable et accostée de deux fleurs de lys d'or (di rosso, al ferro di cavallo accompagnato a destra da una mazza, a sinistra da una piccozza, in punta da una spiga di grano, il tutto d'oro, al capo ondato cucito d'azzurro, caricato da una losanga d'argento sovraccaricata da una moscatura d'armellino di nero e accostata da due gigli d'oro) |
|        | Carrières-sur-Seine de gueules aux trois têtus de carrier d'or rangés en fasce, soutenus d'ondes d'argent mouvant de la pointe, au chef cousu d'azur chargé d'un clou de la Passion d'argent accosté de deux fleurs de lys aussi d'or (di rosso, a tre mazze da spaccapietre d'oro ordinate in fascia, sostenute da onde d'argento moventi dalla punta, al capo cucito d'azzurro caricato da un chiodo della passione d'argento accostato da due gigli d'oro) |
|        | La Celle-Saint-Cloud d'azur au cor de chasse d'or enfermant une fleur de lys du même, au chef d'argent chargé de trois têtes d'aigle arrachées de sable (d'azzurro, al corno da caccia d'oro che racchiude un giglio dello stesso, al capo d'argento caricato da tre teste d'aquila strappate di nero) |
|        | Chambourcy d'azur à la fasce échiquetée d'or et de gueules accompagnée en chef de deux fleurs de lys d'or et en pointe d'une poire tigée et feuillée du même (d'azzurro, alla fascia scaccata d'oro e di rosso accompagnata in capo da due gigli d'oro e in punta da una pera gambuta e fogliata dello stesso) |
|        | Chanteloup-les-Vignes d'or à la bande d'azur semée de fleurs de lys du champ, accompagnée en chef d'une tête de loup arrachée de sable lampassée de gueules, et en pointe d'une grappe de raisin du même tigée et feuillée de deux pièces aussi de sable (d'oro, alla banda d'azzurro seminata di gigli del campo, accompagnata in capo da una testa di lupo strappata di nero lampassata di rosso, e in punta da un grappolo d'uva dello stesso gambuto e fogliato di due pezzi pure di nero) (Arma parlante) |
|        | Châteaufort de gueules au château fort d'argent maçonné et ajouré de sable, ouvert du champ, mouvant de la pointe, donjonné et flanqué de quatre échauguettes, le donjon chargé d'un écusson d'azur fretté d'or (di rosso, al castello forte d'argento murato e finestrato di nero, aperto del campo, movente dalla punta, turrito e fiancheggiato da quattro torrette, il torrione caricato da uno scudetto d'azzurro cancellato d'oro) |
|        | Chatou écartelé, au premier d'azur à l'épée d'argent en pal, au deuxième et au troisième d'or au rosier terrassé de sinople et fleuri de trois pièces de gueules et au chef d'azur chargé de trois étoiles d'or, au quatrième d'azur au lion d'or (inquartato: nel 1° d'azzurro, alla spada d'argento posta in palo; nel 2° e 3° d'oro al roseto terrazzato di verde e fiorito di tre pezzi di rosso, al capo d'azzurro caricatod i tre stelle d'oro; nel 4° d'azzurro, al leone d'oro) |
|        | Chaufour-lès-Bonnières d'azur au four à chaux d'argent maçonné de sable au foyer de gueules, accompagné de trois fleurs de lys d'or, deux en chef accostant la cheminée du four, une en pointe (d'azzuro alla calcara d'argento murata di nero al focolare di rosso, accompagnato di tre gigli d'oro, due in capo accostanti il camino del forno, uno in punta) |
|        | Chavenay parti au pal d'argent ondé, au premier d'azur à la vierge à l'enfant d'argent, au second de gueules au bonnet phrygien d'or brochant sur trois épis de blé empoignés de même (partito al palo d'argento ondato: nel 1° d'azzurro alla Vergine col bambino d'argento; nel 2° di rosso, al berretto frigio d'oro attraversante su tre spighe di grano impugnate dello stesso) |
|        | Le Chesnay de gueules au chêne arraché d'or chargé en cœur d'un écusson d'azur à la bande d'argent surchargée de trois quintefeuilles de gueules (di rosso, alla quercia sradicata d'oro caricata in cuore da uno scudetto d'azzurro alla banda d'argento sovraccaricata da tre cinquefoglie di rosso) |
|        | Chevreuse d'argent, à la croix de sable chargée de cinq molettes d'éperon d'or, cantonnée de quatre lionceaux d'azur (d'argento, alla croce di nero caricata di cinque rotelle di sperone d'oro, accantonata da quattro leoncelli d'azzurro) |
|        | Clairefontaine-en-Yvelines d'azur à la fontaine d'argent surmontée de trois étoiles d'or rangées en chef (d'azzurro, alla fontana d'argento sormontata da tre stelle d'oro ordinate nel capo) |
|        | Les Clayes-sous-Bois d'azur à trois sapins de sinople posés 1 et 2 et à une claie au naturel en pointe (d'azzurro, a tre abeti di verde posti 1 e 2 ed un cancello di legno al naturale in punta) |
|        | Coignières tiercé en pairle, au premier d'azur à un cor enfermant une fleur de lis, tous deux d'or; au deuxième de gueules à une gerbe à sept épis aussi d'or empoigné de sable; au troisième du deux, à la champagne ondée d'azur bordée d'une jumelle d'argent et surmontée d'un coing feuillé de trois pièces aussi d'or; au pairle diminué d'argent brochant sur la partition. (interzato in pergola: il 1° d'azzurro, a un corno che racchiude un giglio, entrambi d'oro; il 2° di rosso, a un covone di sette spighe d'oro impugnate di nero; nel 3° di rosso, alla campagna ondata d'azzurro bordata da una gemella d'argento sormontata da una mela cotogna fogliata di tre pezzi pure d'oro; alla pergola diminuita d'argento attraversante sulla partizione)                              |
|        | Conflans-Sainte-Honorine De gueules au pairle d'argent, au chef cousu d'azur semé de fleurs de lys d'or (di rosso, alla pergola d'argento, al capo cucito d'azzurro seminato di gigli d'oro) |
|        | Crespières d'azur aux trois fasces ondées et maçonnées d'argent, abaissées sous un lion d'or issant de la première et accompagné en chef de deux fleurs de lys de même, à la bordure de gueules chargée de dix besants d'or (d'azzurro, a tre fasce ondate d'argento e murate di nero, abbassate sotto un leone d'oro uscentealla prima e accompagnate in capo da due gigli dello stesso, alla bordura di rosso caricata da dieci bisanti d'oro) |
|        | Croissy-sur-Seine d'azur à l'écusson d'argent au croissant du champ, accompagné de trois losanges d'or (d'azzurro, allo scudetto d'argento al crescente del campo, accompagnato da tre losanghe d'oro) |

## D-K
| Stemma | Nome del comune e blasonatura |
|        | Dampierre-en-Yvelines parti, au premier d'or à la bande de gueules chargée de trois alérions d'argent, au second aussi d'or au lion de gueules couronné d'or, le tout surmonté d'un chef de France ancien (partito: nel 1° d'oro, alla banda di rosso caricata da tre alerioni d'argento; nel 2° pure d'oro, al leone di rosso coronato d'oro, il tutto sormontato dal capo di Francia antica) |
|        | Davron écartelé d'azur et d'argent, au premier au lion d'or issant de trois fasces ondées d'argent, au second à trois corneilles de sable posées 1 et 2 membrées et becquées d'or, au troisième à une bande de gueules accompagnée de six coquilles de même mises en orle, au quatrième à une gerbe de blé d'or (inquartato d'azzurro e d'argento, nel 1° al leone d'oro uscente da tre fasce ondate d'argento, nel 2° a tre cornacchie di nero poste 1 e 2 membrate e imbeccate d'oro, al 3° alla banda di rosso accompagnata da sei conchiglie dello stesso poste in orlo, nel 4° a un covone di grano d'oro) |
|        | Ecquevilly parti, au 1 d'hermine, au 2 vairé d'or et d'azur, au chef denché de gueules brochant chargé d'un lion léopardé d'argent (partito: nel 1° d'armellino; nel 2° vaiato d'oro e d'azzurro, al capo dentato di rosso attraversante caricato da un leone illeopardito d'argento) |
|        | Élancourt de sinople au chevron d'or surchargé en abîme d'un écusson parti d'argent et de sable à la croix alésée de gueules brochant sur la partition; au chef d'azur à trois besants d'argent disposés 2 et 1 accostés de deux fleurs de lys d'or (di verde, allo scaglione d'oro caricato in abisso da uno scudetto partito d'argento e di nero alla croce scorciata di rosso attraversante sulla partizione; al capo d'azzurro a tre bisanti d'argento disposti 2 e 1 accostati da due gigli d'oro) |
|        | Épône parti, au premier d'or à la tour d'argent surmontée d'une fleur de lys du même, au second d'azur à la médaille de la Sainte Vierge portant l'Enfant Jésus aussi d'argent (partito: nel 1° d'oro, alla torre d'argento sormontata da un giglio dello stesso; nel 2° d'azzurro, alla medaglia della Santa Vergine che porta il Bambino Gesù pure d'argento) |
|        | Les Essarts-le-Roi tiercé en pairle renversé d'azur, de sinople et de gueule, au 1) à la fleur de lis, au 2) à feuille de chêne, au 3) à deux cors entrelacés, tous d'or (interzato in pergola rovesciata d'azzurro, di verde e di rosso, nel 1° al giglio, nel 2° alla foglia di quercia, nel 3° a due corni intrecciati, il tutto d'oro) |
|        | L'Étang-la-Ville coupé, au premier d'azur au chevron d'or accompagné en chef de deux étoiles du même et en pointe d'un mouton d'argent, au second d'argent à la fasce ondée d'azur (troncato: nel 1° d'azzurro, allo scaglione d'oro accompagnato in capo da due stelle dello stesso e in punta da un montone d'argento; nel 2° d'argento, alla fascia ondata d'azzurro) |
|        | La Falaise d'argent au chevron d'azur accompagné de trois aigles de gueules (d'argento, allo scaglione d'azzurro accompagnato da tre aquile di rosso) |
|        | Feucherolles d'azur à la bande componée de cinq pièces de gueules et d'or, le premier campon chargé d'une étoile, et accompagnée en chef d'une fleur de lys et en pointe de deux éperons entrelacés, le tout d'or (d'azzurro, alla banda composta di cinque pezzi di rosso e d'oro, il primo riquadro caricato da una stella, e accompagnata in capo da un giglio e in punta da due speroni intrecciati, il tutto d'oro) |
|        | Flins-sur-Seine de sable à deux léopards d'or, à la champagne ondée d'azur chargée d'une roue dentée d'argent. (di nero, a due leopardi d'oro, alla campagna ondata d'azzurro caricata da una ruota dentata d'argento) |
|        | Fontenay-le-Fleury de gueules à une fontaine anglaise d'or à trois ondes du champ dans un anneau supportant cinq fleurs de lys alternées avec cinq faisceaux de cinq rayons de soleil, le tout aussi d'or (di rosso, a una fontana inglese d'oro a tre onde del campo in un anello che sostiene cinque gigli alternati on cinque fasci di cinque raggi di sole, il tutto pure d'oro) |
|        | Fontenay-Saint-Père de gueules à une fontaine anglaise d'argent à trois ondes d'azur dans un anneau d'or supportant douze épis de blé rayonnants du même (di rosso, a una fontana inglese d'argento a tre onde d'azzurro in un anello d'oro che sostiene dodici spighe di grano raggianti dello stesso) |
|        | Fourqueux d'azur à trois fasces accompagnées en chef d'un croissant et en pointe de trois étoiles, le tout d'or (d'azzurro, a tre fasce accompagnate in capo da un crescente e in punta da tre stelle, il tutto d'oro) |
|        | Galluis D'azur à la herse sarrazine d'argent sommée d'un coq d'or, accostée de deux serpettes de vigneron adossées aussi d'argent emmanchées aussi d'or (d'azzurro, all'erpice saraceno d'argento cimato da un gallo d'oro, accostato da due falcetti da vignaiolo addossati d'argento e manicati d'oro) |
|        | Gambais D'or à la bande de gueules chargé d'un renard courant d'argent (d'oro, alla banda di rosso caricata da una volpe corrente d'argento) |
|        | Garancières d'azur à la tour d'or chargée d'une quintefeuille de gueules (d'azzurro, alla torre d'oro caricata da una cinquefoglia di rosso) |
|        | Gargenville d'azur à un d'un four à ciment d'argent au foyer de gueules, au chef aussi de gueules chargé de trois lionceaux d'or, soutenu d'une burèle ondée d'argent (d'azzurro, a un forno per cemento d'argento col focolare di rosso, al capo pure di rosso caricato da tre leoncelli d'oro, sostenuto da una burella ondata d'argento) ou (o) coupé, au premier de gueules à trois lionceaux d'or posé en fasce, au deux d'azur à un d'un four à ciment d'argent au foyer de gueules, et à une burèle ondée d'argent brochant sur la partition. (troncato: nel primo di rosso a tre leoncelli d'oro ordinati in fascia; nel 2° d'azzurro, al forno per cemento col focolare di rosso; e con una burella ondata d'argento attraversante sulla partizione) da verificare |
|        | Gazeran De gueules à six annelets d'or posés 3, 2 et 1, au chef d'azur semé de fleurs de lis d'or, à deux cotices ondées d'argent brochant sur le tout du chef (di rosso, a sei anelletti d'oro posti 3, 2 e 1, al capo d'azzurro seminato di gigli d'oro, a due cotisse ondate d'argento attraversanti sul tutto nel capo) |
|        | Gommecourt Parti: au 1er d'argent et au 2e d'or au chef d'azur; à deux fasces ondées du même brochant sur le tout, surmontées d'un fer de moulin parti de sable et d'or, adextré d'une grappe de raisin d'azur feuillée de sinople et senestré d'une autre grappe de raisin d'or, soutenues d'un bouquet de trois roseaux-de sable, posés en éventail, feuillés de deux pièces de sinople et mouvant de la pointe; au chevronnel écimé parti de gueules et d'argent brochant sur le tout. (…) |
|        | Goussonville burelé d'argent et de sable, à la barre brochant d'or chargée de trois annelets du second (burellato d'argento e di nero, alla sbarra attraversante d'oro caricata di tre anelletti del secondo) |
|        | Guernes de gueules à la croix ondée d'or remplie d'azur, chargée d'une barque d'or et cantonnée en 1 et 4 de deux roses du même (di rosso, alla croce ondata d'oro ripiena d'azzurro, caricata da una barca d'oro e accantonata nel 1º e 4º cantone da due rose dello stesso) |
|        | Guerville D'or au chevron de gueules accompagné en pointe d'un lion à la queue fourchée du même; au chef ondé d'argent soutenu de sable et chargé d'une croisette latine du même accompagnée de deux fours à ciment d'argent maçonnés et ouverts de sable. (…) |
|        | Guitrancourt parti : au premier d'azur aux ciseaux versés d'argent chargés d'une fleur de lys d'or, au second burelé d'argent et d'azur de seize pièces, les burèles d'argent chargées de six bâtons en barre de gueules, et au menhir d'or brochant sur le burelé (partito: nel 1° d'azzurro alle forbici rovesciate d'argento caricate da un giglio d'oro; nel 2° burellato d'argento e d'azzurro di sedici pezzi, le burelle d'argento caricate da sei bastoni in sbarra di rosso, e al menhir d'oro attraversante sul burellato) |
|        | Guyancourt écartelé, au premier d'azur à une fleur de lis d'or, au second de gueules à six annelets aussi d'or, au troisième d'argent à un castor contourné au naturel, au quatrième d'or à trois cerises de gueules tigées et feuillées de sinople (inquartato: nel 1° d'azzurro, al giglio d'oro; nel 2° di rosso, a sei anelletti pure d'oro; nel 3° d'argento, al castoro rivoltato al naturale; nel 4° d'oro, a tre ciliegie di rosso, gambute e fogliate di verde) |
|        | Hardricourt d'argent au chevron de sable, entouré de trois canettes du même, à la bordure de gueules chargée de huit fleurs de lys d'argent (d'argento, allo scaglione di nero, circondato da tre anatrelle dello stesso, alla bordura di rosso caricata da otto gigli d'argento) |
|        | Hermeray de gueules à un lion d'argent accompagné en chef de trois annelets d'or (di rosso, al leone d'argento accompagnato in capo da tre anelli d'oro) |
|        | Houdan mi-parti, au premier d'azur à trois fleurs de lys d'or, au second d'argent à six mouchetures d'hermine de sable, 4 et 2 (semipartito: nel 1° d'azzurro a tre gigli d'oro; nel 2° d'argento a sei moscature d'armellino di nero, 4 e 2) |
|        | Houilles de gueules au dextrochère ganté d'argent mouvant du canton senestre de la pointe, tenant un faucon d'or chaperonné et longé de sable, à la bordure d'or chargée de huit champignons de sable (di rosso, al destrocherio guantato d'argento movente dal cantone sinistro della punta, tenente un falcone d'oro incappucciato e legato di nero, alla bordura d'oro caricata di otto funghetti di nero) |
|        | Issou de sable à un alambic d'or au foyer de gueules, à la champagne d'azur chargé d'un poisson contre-nageant d'argent, une burèle ondée aussi d'argent brochant sur la partition (di nero, a un alambicco d'oro col focolare di rosso, alla campagna d'azzurro caricata di un pesce contronuotante d'argento, con una burella ondata pure d'argento attraversante sulla partizione) |
|        | Jouars-Pontchartrain de sinople au pont d'or, au chef de gueules semé de quartefeuilles de même (di verde, al ponte d'oro, al capo di rosso seminato di quattrofoglie dello stesso) |
|        | Jouy-en-Josas d'azur à la colonne d'argent, sommée d'un coq du même, crêté et barbé de gueules, au chef de gueules chargé de trois quintefeuilles d'or Devise : Recte et Vigilenter,Droiture et Vigilance, qui était celle de Christophe Philippe Oberkampf (d'azzurro, alla colonna d'argento, cimata da un gallo dello stesso, crestato e bargigliato di rosso, al capo di rosso caricato di tre cinquefoglie d'oro) Divisa: Recte et Vigilenter |
|        | Juziers de gueules à deux clefs passées en sautoir d'argent et à l'épée brochant en pal du même, à l'écusson d'azur semé de fleurs de lys d'or brochant en abîme sur le tout (di rosso, a due chiavi passate in decusse d'argento e alla spada attraversante in palo dello stesso, allo scudetto d'azzurro seminato di gigli d'oro attraversante in abisso sul tutto) |

## L-M
| Stemma | Nome del comune e blasonatura |
|        | Lévis-Saint-Nom d'argent à trois chevrons d'azur (d'argento, a tre scaglioni d'azzurro) |
|        | Limay d'azur au pont de trois arches d'argent maçonné de sable posées sur une onde de sinople mouvant de la pointe, surmonté en chef de trois fleurs de lys d'or posées 2-1 (d'azzurro, al ponte di tre archi d'argento murato di nero posto su un'onda di verde movente dalla punta, sormontato in capo da tre gigli d'oro posti 2 e 1) |
|        | Louveciennes d'azur aux deux loups d'argent lampassés de gueules, passant l'un sur l'autre, au chef cousu du même chargé de trois fleurs de lys au pied nourri d'or (dìazzurro, a due lupi d'argento lampassati di rosso, passanti l'uno sull'altro, al capo cucito dello stesso caricato di tre gigli dal pie' nodrito d'oro) |
|        | Magnanville d'azur au chevron écimé accompagné en chef de trois fleurs de lys, en pointe de deux fers de lance passés en sautoir, tous d'or (d'azzurro, allo scaglione troncato accompagnato in capo da tre gigli, in punta da due punte di lancia passate in decusse, il tutto d'oro) |
|        | Magny-les-Hameaux écartelé, au premier et au quatrième d'or à trois aiglettes de sable, au deuxième d'azur à une chapelle d'argent ombrée de pourpre, au troisième d'azur aussi à une gerbe de blé d'or accompagnée d'un arbre de sinople en pointe (inquartato: nel 1° e 4° d'oro, a tre aquilotti di nero; nel 2° d'azzurro, a una cappella d'argento ombreggiata di porpora; nel 3° pure d'azzurro a un covone di grano d'oro accompagnato da un albero di verde in punta) |
|        | Maisons-Laffitte d'azur aux trois roses d'argent, au chef d'or chargé de trois roses de gueules (d'azzurro, a tre rose d'argento, al capo d'oro caricato di tre rose di rosso) |
|        | Mantes-la-Jolie mi-parti, au premier d'azur à la fleur de lys d'or, au second d'or au chêne arraché de sinople englanté du champ (semipartito: nel 1° d'azzurro, al giglio d'oro, nel 2° d'oro, alla quercia sradicata di verde fruttata del campo) |
|        | Mantes-la-Ville D'azur à la couronne dentée d'argent remplie de gueules, accostée et engrenant deux pignons dentés aussi d'argent, surmontés chacun d'une fleur de lis d'or, à la lyre du même, cordée de sable, enfermée dans la couronne dentée et brochant en issant de la partie supérieure de la couronne dentée, à la champagne ondée d'argent chargé d'un brochet d'azur (d'azzurro, alla ruota dentata d'argento ripiena di rosso, accostata ed ingranante due pignoni dentati pure d'argento, ciascuno sormontato da un giglio d'oro, alla lira dello stesso, cordata di nero, racchiusa nella ruota dentata e uscente dalla parte superiore della ruota dentata, alla campagna ondata d'argento caricata da un luccio d'azzurro)                            |
|        | Mareil-le-Guyon de sinople au pairle d'argent accompagné en chef de deux hachettes d'argent emmanchées de sable posées en sautoir, à dextre de deux épis de blé empoignés de sable, à senestre d'un poisson d'argent au dos de sable et loré de même, nageant entre deux demi-burelles défaillantes à dextre, ondées aussi d'argent (di verde, alla pergola d'argento accompagnata in capo da due zappe d'argento manicate di nero e poste in decusse, a destra da due spighe di grano impugnate di nero, a sinistra da un pesce d'argento con il dorso di nero e alettato dello stesso, nuotante tra due semiburelle mancanti a destra e ondate, pure d'argento) |
|        | Mareil-Marly d'azur aux deux épées d'argent posées en sautoir, cantonnées de quatre fleurs de lys d'or (d'azzurro, a due spade d'argento poste in decusse, accantonate da quattro gigli d'oro) |
|        | Mareil-sur-Mauldre de gueules à une rose à six lobes, percée d'or (di rosso, a una rosa a sei lobi, forata d'oro) |
|        | Marly-le-Roi écartelé, au premier et au quatrième d'azur au soleil d'or, au deuxième et au troisième d'or à la croix de gueules treillissée d'argent et cantonnée de quatre aiglettes d'azur (inquartato: nel 1° e 4° d'azzurro al sole d'oro; nel 2° e 3° d'oro, alla croce di rosso graticolata d'argento e accantonata da quattro aquilotti d'azzurro) |
|        | Maule parti d'argent et de gueules, à la bordure de sable chargée de dix besants d'or (partito d'argento e di rosso, alla bordura di nero caricata da dieci bisanti d'oro) |
|        | Maurecourt d'or à deux pals d'argent chargés d'un épi du champ, à la barre ployée d'azur brochant sur le tout, le tout lui même surchargé en chef d'une grappe de raisin au naturel pamprée de sinople, et en pointe d'un demi-drakkar d'argent mâté du champ mouvant du flanc senestre. Armes à enquerre (d'oro, a due pali d'argento caricati da una spiga del campo, alla sbarra curvata d'azzurro attraversante sul tutto, il tutto a sua volta sovraccaricato in capo da un grappolo d'uva al naturale pampinoso di verde, e in punta da un metà di drakkar d'argento fornito del campo movente dal fianco sinistro ( Arma d'inchiesta : d'oro, a due pali d'argento.))                                                                                          |
|        | Maurepas d'azur semé de quartefeuilles d'or, au franc-quartier d'hermine (d'azzurro, seminato di quattrofoglie d'oro, al quartier franco d'armellino) |
|        | Médan d'or à la bande d'azur accompagnée en chef d'une feuille de papier d'argent et d'une plume du même et de sable, et en pointe d'un château de deux tours d'argent couvert de sable (d'oro, alla banda d'azzurro accompagnata in capo da un foglio di carta d'argento e da una penna dello stesso e di nero, e in punta da un castello di due torri d'argento, coperto di nero) |
|        | Méré d'argent, à la fasce de sable accompagnée de trois pensées d'or au pied feuillé de sinople (d'argento, alla fascia di nero accompagnata da tre viole del pensiero d'oro col gambo fogliato di verde) |
|        | Le Mesnil-le-Roi d'azur à deux éperons entrelacés d'or, au chef d'argent à une salamandre de gueules accompagnée de deux fleurs de lys aussi d'or Armes à enquerre. (d'azzurro, a due speroni intrecciati d'oro, al capo d'argento a una salamandra di rosso accompagnata da due gigli pure d'oro ( Arma d'inchiesta : al capo d'argento […] due gigli pure d'oro.)) |
|        | Le Mesnil-Saint-Denis de gueules au chevron d'or accompagné de trois anilles de même, sur le tout d'azur à trois fleurs de lys aussi d'or. (di rosso, allo scaglione d'oro accompagnato da tre ferri da mulino dello stesso, sul tutto d'azzurro, a tre gigli pure d'oro) |
|        | Meulan d'azur semé de fleurs de lys d'or, au chef échiqueté d'or et de gueules de quatre tires (d'azzurro, seminato di gigli d'oro, al capo scaccato d'oro e di rosso di quattro tiri) |
|        | Mézy-sur-Seine d'azur au lion d'or tacheté de sable (d'azzurro, al leone d'oro screziato di nero) |
|        | Mittainville d'argent au sautoir dentelé de sable, cantonné en chef de trois roses de gueules, en pointe d'un épi de blé d'or, à senestre d'un arbre de sinople au tronc de sable, à dextre d'un huchet de gueules virolé d'or (d'argento, al decusse dentato di nero, accantonato in capo da tre rose di rosso, in punta da una spiga di grano d'oro, a sinistra da un albero di verde col tronco di nero, a destra da un corno di rosso guarnito d'oro) |
|        | Montainville parti de gueules à la foi de carnation et d'argent à 9 merlettes de sable 3,3,2,1 (partito: nel 1° di rosso alla fede di carnagione; nel 2° d'argento, a 9 merlotti di nero 3, 3, 2 e 1) |
|        | Montchauvet d'azur au mont d'argent de trois coupeaux surmonté de deux chauves-souris éployées d'or, celle de senestre ayant la tête contournée. Devise: Neutro se tenebunt (d'azzurro, al monte d'argento di tre cime sormontato da due pipistrelli spiegati d'oro, quello di sinistra con la testa rivoltata. Motto: Neutro se tenebunt) |
|        | Montesson d'argent à trois quintefeuilles d'azur (d'argento, a tre cinquefoglie d'azzurro) |
|        | Montfort-l'Amaury de gueules au lion à la queue fourchée d'argent, au chef d'hermine (di rosso, al leone dalla coda forcuta d'argento, al capo d'armellino) |
|        | Montigny-le-Bretonneux d'argent au mont de sinople terrassé d'azur sommé d'une maison pignonnée de trois pièces d'argent maçonnée ouverte et ajourée de sable, accompagnée de deux mouchetures d'hermine posées à dextre et à senestre, au chef parti, en un d'azur à trois fleurs de lys d'or posées 2 - 1, en deux aussi d'azur au chevron d'or cantonné de trois molettes du même (d'argento, al monte di verde terrazzato d'azzurro cimato da una casa scalinata di tre pezzi d'argento murata aperta e finestrata di nero, accompagnata da due moscature d'armellino poste a destra e a sinistra, al capo partito, nel I d'azzurro a tre gigli d'oro posti 2 e 1, nel II pure d'azzurro allo scaglione d'oro accantonato da tre rotelle di sperone dello stesso) |
|        | Morainvilliers mi-parti, au premier d'argent aux neuf merlettes de sable posées 3321, au second de gueules à la bordure de sable chargée de dix besants d'or; à une croix latine alaisée à bras et sommet pattés d'or brochant sur la partition (semipartito: nel 1° d'argento, a nove merlotti di nero posti 3, 3, 2, 1; nel 2° di rosso alla bordura di nero caricata di dieci bisanti d'oro; alla croce latina scorciata, con le braccia laterali e il capo patenti, d'oro attraversante sulla partizione) |
|        | Les Mureaux d'azur au mur d'enceinte crénelé d'or maçonné de sable, soutenu par une onde d'argent mouvant de la pointe, la porte ouverte du champ chargée d'une ancre d'or, surchargée d'un vol d'argent et d'une étoile tous deux d'argent, le mur surmonté de trois mûres d'argent tigées et feuillées d'or (d'azzurro, al muro di cinta merlato d'oro, murato di nero, sostenuto da un'onda d'argento movente dalla punta, alla porta aperta del campo caricata da un'ancora d'oro, sovraccaricata da un volo e da una stella entrambi d'argento, il muro sormontato da tre more d'argento gambute e fogliate d'oro) |

## N-R
| Stemma | Nome del comune e blasonatura |
|        | Neauphle-le-Château parti, au premier d'argent à une aigle de sable, au deuxième de gueules à un lion d'or (partito: nel 1° d'argento, all'aquila di nero; nel 2° di rosso al leone d'oro) |
|        | Neauphle-le-Vieux d'azur à une croix d'argent (d'azzurro, alla croce d'argento) |
|        | Nézel D'or à deux barres de sinople accompagnées de trois chausse-trappes d'azur rangées en bande (d'oro, a due sbarre di verde, accompagnate da tre triboli d'azzurro, ordinati in banda) |
|        | Noisy-le-Roi parti, au premier d'or aux deux masses d'armes de sable posées en sautoir et liées de gueules, au deuxième de gueules aux deux clés d'argent posées en sautoir (partito: nel 1° d'oro a due mazze d'armi di nero poste in decusse e legate di rosso; nel 2° di rosso, a due chiavi d'argento poste in decusse) |
|        | Orgerus d'azur au coq contourné d'argent (d'azzurro, al gallo rivoltato d'argento) |
|        | Orgeval d'or à l'aigle au vol abaissé d'azur (d'oro, all'aquila dal volo abbassato d'azzurro) |
|        | Osmoy De gueules à la vierge d'argent tenant l'enfant Jésus du même (di rosso, alla Vergine d'argento, tenente il Bambino Gesù dello stesso) |
|        | Le Pecq D'argent à l'orme de sinople issant de cinq flammes ondoyantes de gueules mouvant de la pointe, au chef d'azur chargé d'une barque d'or contournée à la voile d'argent Devise : Alpicum in Pago (i.e. Alpicum in Pago Pinsciacensis), petites alpes (ou Aupec) en pays pincerais (d'argento, all'olmo di verde, uscente da cinque fiamme ondeggianti di rosso, moventi dalla punta; al capo d'azzurro, caricato da una barca d'oro, rivoltata, con la vela d'argento) |
|        | Le Perray-en-Yvelines Tiercé en pairle : au 1) de gueules au rencontre de cerf d'or; au 2) d'or aussi, à l'enclume de sable brochant sur un marteau en pal du même, emmanché du un ; au 3) d'argent à un arc en fasce aussi du un, brochant sur trois flèches de sable mises en faisceau. Devise : E via orta, c'est le droit chemin (interzato in pergola: nel 1° di rosso, al riscontro di cervo d'oro; nel 2° d'oro, all'incudine di nero, attraversante su un martello in palo dello stesso e manicato di rosso; nel 3° d'argento, all'arco posto in fascia di rosso, attraversante su tre frecce di nero, impugnate. Motto: E via orta ("È la strada giusta"))                      |
|        | Plaisir d'azur aux deux lions affrontés d'argent supportant en chef une fleur de lys d'or (d'azzurro, a due leoni affrontati d'argento sostenenti un giglio d'oro nel capo) |
|        | Poissy d'azur au poisson nageant d'argent, accompagné de deux fleurs de lys d'or, l'une en chef et l'autre en pointe, et adextré d'une autre fleur de lys du même mouvant du flanc (Armes parlantes: Poissy/poisson) (d'azzurro, al pesce nuotante d'argento, accompagnato da due gigli d'oro, uno in capo e uno in punta, e addestrato da un altro giglio d'oro movente dal fianco) (Arma parlante: Poissy/poisson=pesce) |
|        | Porcheville de gueules à la croix latine aux bras pattés accompagnée de deux éclairs affrontés posés en chausse, le tout d'argent, et accompagnée de deux glands tigés de sinople en champagne (di rosso, alla croce latina con le braccia patenti accompagnata da due lampi affrontati posti in calza, il tutto d'argento, e accompagnata, nella campagna, da due ghiande gambute di verde) |
|        | Le Port-Marly parti, au premier d'or à la demi-croix de gueules mouvant de la partition cantonnée de deux alérions d'azur, au deuxième d'azur à la nef équipée d'or voguant sur des ondes du même mouvant de la pointe (partito: nel 1° d'oro, alla mezza croce di rosso movente dalla partizione e accantonata da due alerioni d'azzurro; nel 2° d'azzurro, alla nave fornita d'oro vogante su onde dello stesso moventi dalla punta) |
|        | La Queue-les-Yvelines d'argent semé de feuilles de chêne de sinople, à la bande d'or chargée d'un jonc de sable feuillé aussi de sinople brochant sur quatre ondes et accompagné en chef et en pointe de quatre ondes 2 et 2, toutes d'azur, la bande accompagnée en chef d'un moulin à vent du champ et en pointe d'une diligence aussi du champ (d'argento, seminato di foglie di quercia di verde, alla banda d'oro caricata da un giunco di nero fogliato di verde e attraversante su quattro onde e accompagnato in capo e in punta a quattro onde 2 e 2, tutte d'azzurro; la banda accompagnata in capo da un mulino a vento del campo e in punta da una diligenza pure del campo) |
|        | Rambouillet parti à dextre de sable au demi-sautoir d'argent mouvant de la partition, à senestre tiercé en fasce, en un d'or au cerf contourné au naturel, en deux de gueules à l'agneau d'argent et en trois d'argent à l'arbre arraché de sinople ; en abîme, d'azur à trois lys d'or brisé d'un bâton péri de gueules (partito: nel 1° di nero al semidecusse d'argento movente dalla partizione; nel 2° interzato in fascia, nel I d'oro, al cervo rivoltato al naturale, nel II di rosso all'agnello d'argento, nel III d'argento all'albero sradicato di verde; sul tutto d'azzurro, a tre gigli d'oro, brisato da un bastone scorciato in sbarra di rosso)                        |
|        | Rennemoulin d'azur à la fasce ondée d'argent sommée d'une demi-roue de moulin d'or, accompagnée en pointe d'une rainette du même nageant en fasce (d'azzurro, alla fascia ondata d'argento cimata da una mezza ruota da mulino d'oro, accompagnata in punta da una raganella dello stesso nuotante in fascia) |
|        | Rochefort-en-Yvelines coupé, au premier d'or à la croix de gueules cantonnée de quatre alérions d'azur, au second de gueules à neuf macles d'or, à un château d'argent maçonné de sable brochant en abîme sur le tout (troncato: nel 1° d'oro alla croce di rosso accantonata da quattro alerioni d'azzurro; nel 2° di rosso a nove losanghe forate d'oro; al castello d'argento murato di nero attraversante in cuore) |
|        | Rocquencourt d'azur aux trois fleurs de lys d'or, au chef du même chargé d'un roc de gueules mouvant du trait du chef (d'azzurro, a tre gigli d'oro, al capo dello stesso caricato da una roccia di rosso movente dalla base del capo) |
|        | Rosay d'or à la fasce d'azur chargée d'un croissant du champ, accompagnée de trois roses de gueules pointées de sinople (d'oro, alla fascia d'azzurro caricata da un crescente del campo, accompagnata da tre rose di rosso punteggiate di verde) |
|        | Rosny-sur-Seine d'azur à cinq cotices d'or (d'azzurro a cinque cotisse d'oro) |

## S-Z
| Stemma | Nome del comune e blasonatura |
|        | Saint-Arnoult-en-Yvelines de gueules aux six besants d'or (di rosso a sei bisanti d'oro 3, 2 e 1) |
|        | Saint-Cyr-l'École d'argent à la croix haussée d'azur semée de fleurs de lys d'or, fleurdelysée et sommée d'une couronne royale du même, accostée en pointe de deux shakos de Saint-Cyrien affrontés au naturel (d'argento, alla croce latina d'azzurro, seminata di gigli d'oro, fiordalisata e cimata da una corona reale dello stesso, accostata in punta da due sciaccò degli allievi dell'accademia militare di Saint-Cyr affrontati al naturale) |
|        | Saint-Germain-de-la-Grange tranché au premier d'azur à trois colombes d'argent, au second de gueules à un chien passant d'or, une bande du même chargée de cinq coquilles de sable brochant sur la ligne de partition (trinciato: nel 1° d'azzurro, tre colombe d'argento; nel 2° di rosso, al cane passante d'oro; con una banda dello stesso caricata da cinque conchiglie di nero attraversante sulla partizione) |
|        | Saint-Germain-en-Laye d'azur au berceau semé de fleurs de lys d'or, accompagné en chef d'une fleur de lys du même et en pointe de cette date : 5 7bre 1638, aussi d'or (d'azzurro, alla culla seminata di gigli d'oro, accompagnata in capo da un giglio dello stesso e in punta dalla data: 5 7bre 1638, pure d'oro) |
|        | Saint-Germain-en-Laye (antico) Parti de France moderne et de Navarre; enté en pointe d'argent à la lettre capitale L d'or. - France moderne: d'azur à trois fleurs de lis d'or ; - Navarre: de gueules aux chaînes d'or posées en pal, en fasce, en sautoir et en orle chargée au coeur d'une émeraude au naturel. (partito di Francia moderna e di Navarra; innestato in punta d'argento, alla lettera maiuscola L d'oro - Francia moderna: d'azzurro, a tre gigli d'oro - Navarra: di rosso alle catene d'oro poste in palo, in fascia, in decusse e in orlo caricate in cuore da uno smeraldo al naturale) |
|        | Saint-Hilarion d'azur au lion d'argent lampassé et allumé de gueules, accosté de cinq billettes en chevron versé, accompagné en chef de trois annelets et en pointe de deux fusées, le tout d'or (d'azzurro, al leone d'argento lampassato e allumato di rosso, accostato da cinque plinti ordinati in scaglione rovesciato, accompagnato in capo da tre anelletti e in punta da due fusi, il tutto d'oro) |
|        | Saint-Léger-en-Yvelines de gueules au chêne d'argent, au chef cousu de France moderne (di rosso, alla quercia d'argento, al capo cucito di Francia moderna) |
|        | Saint-Martin-de-Bréthencourt d'azur au lion à la queue fourchée d'argent surmonté d'un lambel de quatre pendants du même (d'azzurro, al leone con la coda forcata d'argento sormontato da un lambello di quattro pendenti dello stesso) |
|        | Saint-Martin-la-Garenne d'or aux dix billettes couchées de gueules (d'oro, a dieci plinti coricati di rosso) |
|        | Saint-Nom-la-Bretèche d'or à la fasce bretessée de sable, accompagnée en chef de trois quintefeuilles de sinople et en pointe d'un lion à la queue fourchée de gueules (d'oro, alla fascia doppiomerlata di nero, accompagnata in capo da tre cinquefoglie di verde e in punta da un leone con la coda forcata di rosso) |
|        | Saint-Rémy-lès-Chevreuse d'azur aux trois crosses d'or surmontées d'une coquille d'argent (d'azzurro, a tre pastorali d'oro sormontati da una conchiglia d'argento) |
|        | Saint-Rémy-l'Honoré d'azur, à la fasce d'argent accompagnée de trois croisettes d'or (d'azzurro, alla fascia d'argento accompagnata da tre crocette d'oro) |
|        | Sartrouville d'azur au sautoir formé d'une crosse d'argent à la volute d'or et d'une épée d'argent à la garde d'or en chef, à la bêche renversée d'argent au manche d'or posée en pal brochant sur le tout (d'azzurro, al decusse costituito da un pastorale d'argento con il riccio d'oro e da una spada d'argento guarnita d'oro in capo, alla vanga rovesciata d'argento manicata d'oro, posta in palo e attraversante sul tutto) |
|        | Septeuil de gueules au pairle d'hermine, au chef d'azur chargé de trois fleurs de lys d'or (di rosso, alla pergola d'armellino; al capo d'azzurro, caricato di tre gigli d'oro) |
|        | Soindres écartelé, au premier de gueules au lion léopardé d'argent, au second vairé contre-vairé d'or et d'azur, au troisième d'or à la barre d'azur, au quatrième de gueules à la tour d'argent ajourée et maçonnée de sable (inquartato: nel 1° di rosso, al leone leopardato d'argento; nel 2° vaiato controvaiato d'oro e d'azzurro; nel 3° d'oro alla banda d'azzurro; nel 4° di rosso alla torre d'argento finestrata e murata di nero) |
|        | Sonchamp tranché de vair et d'argent, à une bande de sinople semée de mouchetures d'hermine d'or brochant sur la partition (trinciato di vaio e d'argento, alla banda di verde seminata di moscature d'armellino d'oro attraversante sulla partizione) |
|        | Le Tartre-Gaudran de gueules au sabot d'argent voguant sur une mer fascée ondée d'azur et d'argent de six pièces, au chef d'azur chargé de trois fleur de lys d'or, ledit sabot mâté et voilé d'argent brochant sur le chef (di rosso, allo zoccolo d'argento vogante su un mare fasciato ondato d'azzurro e d'argento di sei pezzi, al capo d'azzurro caricato da tre gigli d'oro, lo zoccolo alberato e fornito d'argento attraversante sul capo) |
|        | Thiverval-Grignon parti d'azur à trois trèfles d'or et d'or à trois corneilles de sable becquées et membrées de gueules, au chef cousu de sinople à la croix alésée accompagnée en pointe d'une plume, le tout d'argent (partito d'azzurro a tre trifogli d'oro e d'oro a tre cornacchie di nero imbeccate e membrate di rosso, al capo cucito di verde alla croce scorciata accompagnata in punta da una piuma, il tutto d'argento) |
|        | Thoiry d'azur au chevron d'or accompagné à dextre d'une gerbe de blé du même ligaturée de gueules, à senestre d'un besant de sable chargé d'une tête de maure d'argent et en pointe d'un château du même (d'azzurro, allo scaglione d'oro accompagnato a destra da un covone di grano dello stesso legato di rosso, a sinistra da un bisante di nero caricato da una testa di moro d'argento e in punta da un castello dello stesso) |
|        | Toussus-le-Noble D'azur à la bande d'or chargée de trois socs de charrue de sable, accompagnée en chef d'une croix fleurdelisée, couronnée et damasquinée de fleurs de lis d'or et en pointe d'un demi vol d'argent. (d'azzurro, alla banda d'oro caricata da tre vomeri d'aratro di nero, accompagnata in capo da una croce fiordalisata, coronata e seminata da gigli d'oro e in punta da un semivolo d'argento) |
|        | Trappes d'azur au chef-pal parti de sinople et de gueules, bordé d'or et chargé de six annelets du même, accosté à dextre d'un clou de la Passion d'argent accompagné de trois fleurs de lys d'or et à senestre d'un semé de fleurs de lys du même (d'azzurro, al capo-palo partito di verde e di rosso, bordato d'oro e caricato da sei anelletti dello stesso, accostato a destra da un chiodo della Passione d'argento accompagnato da tre gigli d'oro e a sinistra da un seminato di gigli dello stesso) |
|        | Triel-sur-Seine d'azur à un chevron d'or accompagné de trois fleurs de lys aussi d'or, soutenu d'ondes d'argent mouvant de la pointe, au chef cousu de gueules chargé d'une mitre d'argent accostée de deux grappes de raisin tigées et feuillées d'or (d'azzurro, allo scaglione d'oro accompagnato da tre gigli pure d'oro, sostenuto da onde d'argento moventi dalla punta, al capo cucito di rosso caricato da una mitria d'argento accostata da due grappoli d'uva gambuti e fogliati d'oro) |
|        | Vaux-sur-Seine divisé en chevron renversé, au premier d'azur aux trois fleurs de lys d'or, au second d'argent au dragon de sable colleté de l'étole de saint Nicaise d'or à destre, à la grappe de raisin d'or pamprée de trois feuilles de sable à senestre et à la trangle ondée d'azur en pointe, à l'étai renversé de sinople brochant sur la ligne de partition (partito in scaglione rovesciato, al primo d'azzurro a tre gigli d'oro, al secondo d'argento al drago di nero collarinato dalla stola di San Nicasio d'oro a destra, al grappolo d'uva d'oro pampinoso di tre foglie di nero a sinistra e alla trangla ondata d'azzurro in punta, allo scaglionetto rovesciato di verde attraversante sulla linea di partizione) |
|        | Vélizy-Villacoublay d'azur à deux vols d'argent en forme de V posés l'un au-dessus de l'autre, accompagnés en chef d'une étoile et en pointe de deux quintefeuilles et entre chacun des vols, de deux épis de blés tigés et feuillés posés l'un en bande, l'autre en barre, le tout d'or (d'azzurro, a due voli d'argento in forma di V posti l'uno sull'altro, accompagnati in capo da una stella e in punta da due cinquefoglie e tra i due voli da due spighe di grano gambute e fogliate poste una in banda e l'altra in sbarra, il tutto d'oro) |
|        | Verneuil-sur-Seine d'or au chevron de gueules accompagné de trois grappes de raisin d'azur tigées au naturel (d'oro, allo scaglione di rosso accompagnato da tre grappoli d'uva d'azzurro gambuti al naturale) |
|        | Vernouillet d'azur à un chevron accompagné de deux molettes en chef et d'un renard en pointe, tous d'or. (d'azzurro, allo scaglione accompagnato da due rotelle di sperone in capo e da una volpe in punta, il tutto d'oro) |
|        | La Verrière écartelé d'azur et de gueules, au premier à trois fleurs de lis d'or, au second à un drapeau écartelé d'argent et de sable à la hampe d'or, au troisième à une coquille d'or, au quatrième à un chevron d'or cantonné en chef de deux étoiles du même et en pointe d'un mouton d'argent. (inquartato d'a'zzurro e di rosso: nel 1° a tre gigli d'oro; nel 2° a un drappo inquartato d'argento e di nero astato d'oro; nel 3° a una conchiglia d'oro; nel 4° a uno scaglione d'oro accompagnato in capo da due stelle dello stesso e in punta da un montone d'argento) |
|        | Versailles d'azur aux trois fleurs de lys d'or, au chef d'argent chargé d'un coq bicéphale issant au naturel (d'azzurro, a tre gigli d'oro, al capo d'argento caricato da un gallo bicefalo uscente al naturale) |
|        | Le Vésinet de gueules au cor de chasse d'or, contourné et virolé d'argent, au chef cousu d'azur, chargé d'une marguerite d'argent, boutonnée d'or, tigée et feuillée de sinople, accôtée de deux feuilles de chêne d'or en bande et en barre (di rosso, al corno da caccia d'oro, rivoltato e guarnito d'argento, al capo cucito d'azzurro, caricato da una margherita d'argento, bottonata d'oro, gambuta e fogliata di verde, accostata da due foglie di quercia d'oro una in banda e l'altra in sbarra) |
|        | Vieille-Église-en-Yvelines d'azur à la fasce d'argent, accompagnée de trois roses d'or, au chef cousu d'azur chargé d'un clou d'argent accosté de deux fleurs de lis d'or Autre version: d'azur à la fasce d'argent, accompagnée en chef d'un clou de même accosté de deux fleurs de lis d'or et en pointe de trois roses aussi d'or (d'azzurro, alla fascia d'argento, accompagnata da tre rose d'oro, al capo cucito d'azzurro, caricato da un chiodo d'argento accostato da due gigli d'oro) Altra versione: d'azzurro, allal fascia d'argento accompagnata in capo da un chiodo dello stesso accostato da due gigli d'oro e in punta da tre rose pure d'oro                                                                       |
|        | Villennes-sur-Seine d'azur à la croix engrêlée d'argent cantonné de quatre croissants d'or (d'azzurro, alla croce scanalata d'argento accantonata da quattro crescenti d'oro) |
|        | Villepreux écartelé, au premier et au quatrième de gueules à trois besants d'argent, aux deuxième et troisième d'or à deux masses d'armes de sable posées en sautoir, liées de gueules (inquartato: nel 1° e 4° di rosso a tre bisanti d'argento; nel 2° e 3° d'oro a due mazze d'armi di nero poste in decusse, legate di rosso) |
|        | Villette d'azur à deux burèles d'argent surmontées de trois besants d'or rangés en chef (d'azzurro, a due burelle d'argento sormontate da tre bisanti d'oro ordinati in fascia nel capo) |
|        | Villiers-Saint-Frédéric parti, au premier d'or aux trois abeilles de sable, au second d'azur semé de billettes d'or aux deux goujons adossés du même brochant sur le tout, le tout sommé d'un chef d'azur semé de quartefeuilles d'or (partito: nel 1° d'oro, a tre api di nero; nel 2° d'azzurro seminato di plinti d'oro, a due ghiozzi addossati dello stesso attraversanti sul tutto, il tutto cimato da un capo d'azzurro seminato di quattrofoglie d'oro) |
|        | Viroflay parti, au premier d'azur à trois lézards d'argent posés en pal rangés en fasce, au chef de gueules chargé de trois étoiles d'or, au deuxième de gueules au chêne arraché d'or, au chef d'azur chargé d'une fleur de lys d'or Devise : Lux mea lex, la lumière est ma loi (partito: nel 1° d'azzurro, a tre lucertole d'argento poste in palo e ordinate in fascia, al capo di rosso caricato da tre stelle d'oro; nel 2° di rosso alla quercia sradicata d'oro, al capo d'azzurro caricato di un giglio d'oro) |
|        | Voisins-le-Bretonneux d'azur à la croix d'argent cantonnée de quatre croissants d'or (d'azzurro, alla croce d'argento accantonata da quattro crescenti d'oro) |